# 中倉清
中倉 清（なかくら きよし、1910年〈明治43年〉9月24日 - 2000年〈平成12年〉2月9日）は、日本の剣道家。段位は剣道範士九段、居合道範士九段（全日本剣道連盟）。流派は神道無念流剣術、夢想神伝流居合。職業は警察官（宮内省皇宮警察、鹿児島県警察）。
鹿児島県出身。大道館武道専修学校を第一期生として卒業後、上京して中山博道の道場・有信館に入門する。剣道の公式戦で69連勝を打ち立て、「昭和の武蔵」、「戦うに敵なし」と謳われた。第二次大戦後は全日本東西対抗剣道大会で9人を勝ち抜く記録を打ち立て、「東西対抗の鬼」の異名をとった。
関東管区警察学校教授、一橋大学、中央大学、防衛医科大学校剣道部師範、鹿児島県剣道連盟理事長、全日本剣道連盟審議員などを歴任した。

## 生涯

### 生い立ち
鹿児島県肝属郡東串良村の農家の四男として生まれる。中倉家は士族であったが、明治維新後は農業で身を立てた。清が5歳とのときに父次吉が破傷風で死亡し、その後何年間か祖父母に育てられる。他の兄弟と違って清は気性が激しく、祖父の権蔵は自分の性格に似ている清を特に可愛がった。権蔵は1877年（明治10年）の西南戦争の際、刀を担いで西郷隆盛軍に加わろうとしたが、西郷軍は童顔を見かねて従軍を許さなかったという。
清は運動神経にも恵まれ、駆けっこも相撲も喧嘩も負けたことがなかった。なにより祖父がそれを許さなかった。小学校の高等科に上がる頃には「暴れごろ」と言われ、郡内で清を知らない者はいなかったという。他の村から悪童がやってくると、馬に乗って駆けつけ、蹄の音がすると悪童たちが退散して行くのが村人の見慣れた光景だった。兄の猛は陸上競技と剣道の選手で、特に短距離走では長く県下の記録保持者となり、後に剣道も範士七段となる。

### 小学校
小学校6年生のころ、学校に子供用の剣道具が5組寄贈されたことがきっかけで、清は剣道を始めた。しかし村に剣道の有段者がおらず、防具の付け方の分からないまま、竹刀で力任せに殴り合う剣道を始めたため、40人近くいた部員は次々に退部して、最後には清1人になってしまった。それから清は自宅の畑で立木に打ち込む稽古をしたが、これが基本習得に役立ち、上達が早くなったという。
高等科に進むと、剣道を好む体育教師がいたことから、少なくとも週に1回は剣道の授業があり、清は頭角を現す。剣道大会では、1年時から大将、2年時の郡大会では9人を破って優勝、県大会では5等（一説には10数人を勝ち抜いて優勝）となり、県下の新聞にも大きく掲載された。
高等科卒業後、本科（青年学校）に進学する。剣道はますます上達して、猛や担任教師を驚かせた。青年学校を卒業する年、鹿児島市に大道館武道専修学校が設立され、清は猛の勧めで入学を希望する。しかし権蔵は清に農業を継がせたいと考えていたため、反対した。このころ猛は代用教員を辞めて鹿児島高等農林学校に進む予定だったが、清を大道館武道専修学校に入れるためなら、自分の進学を待ってもいいとまで懇願する。担任教師も清は大物になると確信していたため説得に加わり、ついに権蔵は進学を許した。ただし、剣道三段になるまで家の敷居はまたがないという約束をさせられた。

### 大道館武道専修学校
大道館武道専修学校とは、西郷隆盛を崇敬する今村貞治という人物が創立した私学校である。京都の大日本武徳会武道専門学校と同様の全寮制の武道学校で、剣道師範は丸田兼弘（東洋協会専門学校卒）、柴垣正純（大日本武徳会武道専門学校卒）らが務めていた。
1927年（昭和2年）春、清は大道館武道専修学校に第一期生として入学した。大道館の稽古は大変厳しいもので、半殺しにされたという。また規則も厳しく、罰がつらくて辞めてしまおうと思ったこともあったというが、祖父権蔵との約束を守るために耐えた。
大道館武道専修学校の課程は本科1年、研究科1年で、ほとんどが本科を修了すると小学校教員になったが、清は研究科に進んだ。このころ清は丸田から東京の中山博道の話を聞かされ、憧れを強めた。
1929年（昭和4年）3月、研究科を修了し、福岡県折尾の大統社工芸塾に剣道指導教員として赴任した。大日本武徳会福岡支部や小倉警察で鍛え、同年夏に剣道三段を取得して、東串良村の実家に帰省する。鹿児島で久しぶりに清と稽古した同級生は、清が別人のように強くなっているので驚いたという。

### 有信館
1929年（昭和4年）秋、大統社工芸塾の修学旅行の引率で東京へ行き、夕方、一人抜け出して本郷区にある中山博道の有信館道場を訪ねた。紹介状はなかったが、中山との面会を許され、折角だから一本稽古をしていきなさいと言われる。清の剣道を見た中山は、「九州の剣道教師にしておくのは惜しい、君なら立派な専門家になれる」と言い、上京しての修行を勧めた。
修学旅行から帰ると、清は第5回明治神宮体育大会剣道競技（現在の国民体育大会に相当）に福岡県代表として出場する。兄猛は陸上競技に鹿児島県代表で出場したため、兄弟揃っての出場となった。
清は上京して有信館に入門したかったが、費用が足りず、年末に東串良村に帰省して祖父権蔵に経済的援助の相談をする。権蔵は承諾した。ただし「酒は飲むな、たばこは吸うな」という条件を付ける。清はこの約束を固く守り、酒とたばこには生涯手を出さなかった。
翌1930年（昭和5年）1月、清は大統社工芸塾校長に退職を申し出る。校長は引き留めたが、清の決意は固く、その日の夜に折尾駅から東京行きの夜行列車に乗って出奔した。翌日の昼過ぎに有信館に到着し、中山に入門を許され塾生となった。のちに校長が上京し、大統社工芸塾に戻ってくるよう説得したが、清は断っている。
神道無念流剣術を継承する有信館の稽古は、強烈な打突、足がらみ、投げ技、組討ちなどを用いる格闘的なものであった。専門家の稽古とは生死をかけたものだと改めて思い知った清は、大道館武道専修学校で丸田兼弘から受けた荒稽古に、今更ながら感謝したという。
清が有信館に入門した日、新参のくせに横柄な口のきき方をする清を、中島五郎蔵（当時警視庁助教）が懲らしめようとして、羽賀準一（当時皇宮警察助教）をけしかけて対決させた。ところが、羽賀と中倉は互角の格闘をして決りつかない。そこで、仕掛けた中島が入って止めた。これを機に3人に友情が生まれ、「有信館三羽烏」と呼ばれるようになる。
月末、清は有信館の進級試合で16人を勝ち抜き、「四級の中」を与えられる。その後、各種大会に出るたびに優勝して、賞品を必ず持ち帰ってくるので、「賞品稼ぎ」といわれた。
有信館のみならず講談社野間道場、警視庁、皇宮警察、陸軍戸山学校、各大学などに出稽古して、1日3回の稽古を重ねた。

### 皇宮警察
1931年（昭和6年）、羽賀が皇宮警察から警視庁に移籍したため、羽賀に代わる人材として清がスカウトされ、同年4月15日、皇宮警手に任官する。5月には大日本武徳会から20歳にして精錬証を授与され、名実ともに一人前の剣道家となる。6月、警視庁対皇宮警察の対抗試合で8人を勝ち抜き、宮内大臣一木喜徳郎から日本刀を一振り授与された。また、別の大会では堀井俊秀が戦艦三笠の砲身で打った短刀（三笠刀）も授与されている。

### 植芝盛平の養子となる
1931年（昭和6年）、中山博道と親交のある合気道創始者植芝盛平が新宿若松町に皇武館道場を開いた。1932年（昭和7年）、清は中山の紹介で皇武館に通い始めた。
この頃植芝は、実子吉祥丸の将来を占うには早すぎたことから、自身の後継者となり得る人物を探していた。中山の仲介で同年10月、剣道を続けてもよいとの条件で清は植芝の婿養子となった。植芝と中山の名前から一字ずつ貰い、「植芝盛博」と名乗った。
当時の合気道本部は剣道の稽古も実施しており、清は羽賀らと共に「皇武館剣道部」として剣道大会に出場し、優勝している。1933年（昭和8年）には、第7回明治神宮体育大会剣道競技一般30歳未満の部に植芝盛博の名で出場し、優勝した。
1934年（昭和9年）7月11日、皇宮警察を退職。植芝盛平の側近として皇武館の経営に専念するためであったといわれる。清は合気道を学ぶと共に、日本体育専門学校（後の日本体育大学）、東京商科大学（後の一橋大学）の剣道部師範を務めた。
1935年（昭和10年）5月、宮内省済寧館剣道大会で優勝。7月、学生を連れて静岡、名古屋、大阪、神戸、京都の各武徳殿を武者修行する。
1936年（昭和11年）8月、持田盛二の紹介で香川県高松市の植田平太郎を訪ね、剣道の稽古をする。その後間もなく植芝家と離縁し、「中倉清」に戻った。同年10月27日、再び皇宮警手に任官した。

### 第二次大戦期
1938年（昭和13年）4月9日、郷里東串良村で広瀬マサコと結婚する。親同士が決めた縁談で、清とマサコは祝言の当日まで顔を合わせていない。清が鹿児島に戻ったのは祝言の前日であった。祝言が済むとすぐ東京に戻り、小石川区東青柳町の借家で新婚生活を始めた。清は毎日稽古で家を空け、特に試合前は気が立っているため、マサコは剣道家と結婚したことを何度も後悔したという。後に三男一女をもうけた。
1939年（昭和14年）5月、史上最年少29歳で剣道教士に昇進。
1941年（昭和16年）、流派派閥（中山派、高野派）に関係なく稽古できる剣道会を作るべく「天狗会」と名乗って活動する。活動を本格的にするため木村篤太郎（弁護士、大日本武徳会剣道部会長）に相談したところ、木村は趣旨に賛同して「思斉会」と名付け、自ら会長に就任した。このとき木村は快諾したばかりか上等のすき焼きを振る舞い、清を歓迎した。思斉会は戦後の剣道復興に多大な貢献をもたらすこととなり、後に木村は全日本剣道連盟初代会長となる。
1944年（昭和19年）11月、戦局の悪化により、家族を九州へ返す。剣道の稽古も中止となり、終戦を迎える。

### 戦後、帰郷
終戦後、宮内省皇宮警察部は禁衛府皇宮警察部を経て警視庁皇宮警察部に改組され、清は警視庁皇宮警部補に昇任した。
1946年（昭和21年）4月、祖父権蔵が死去。
1947年（昭和22年）6月、警視庁皇宮警察部を退職して鹿児島へ帰郷。農業畜産で生計を立てる。占領軍によって剣道は禁止されていたが、鹿児島はあまり厳しく監視されていなかったため、ひそかに剣道の稽古を行った。
1951年（昭和26年）5月、牛車から転落する事故で左足首を骨折し、骨が飛び出る重傷を負う。再起不能と言われたが、左足に負担がかかりにくい左上段の構えを開眼して、剣道復興とともに返り咲く。
1952年（昭和27年）3月、高山町の大隅算盤に剣道師範（課長待遇）として就職する。同年10月、東京で全日本剣道連盟（会長木村篤太郎）が結成されると、清は木村や皇宮警察関係者に手紙を送り、上京したいと伝えたが、東京に剣道家が勤める仕事はないと言われ、あきらめた。師の中山博道も有信館を手放し窮乏していた。

### 鹿児島県警察
1953年（昭和28年）5月1日、鹿児島市警察巡査部長に任官。鹿児島県警察剣道大会で優勝し、第1回全国警察官剣道大会に出場する。
同年11月8日、第1回全日本剣道選手権大会に出場。優勝候補と目されたが、2回戦で25歳最年少選手野間和俊に敗れ、戦前からの連勝が止まる。
1954年（昭和29年）10月10日、第2回全日本剣道選手権大会で第3位に入賞。同年11月28日、第1回全日本東西対抗剣道大会に出場し、以降第9回まで連続出場。12回、13回大会にも出場。9人抜き、常勝不敗の記録を打ち立て、「東西対抗の鬼」の異名をとる。
1955年（昭和30年）3月、鹿児島県警察学校教官に就任。1957年（昭和32年）、第8回南日本文化賞スポーツ部門受賞。1958年（昭和33年）、第3回西日本スポーツ賞受賞。
1959年（昭和34年）5月、全日本剣道連盟から48歳、最年少で剣道八段を授与される。
1962年（昭和37年）5月、最年少で剣道範士に昇進する。同年、周囲から懇願され、国民体育大会（岡山国体）に大将として出場する。一度も敗れることなく鹿児島県を優勝に導いたが、当時若者の大会とされた国体に範士八段が出場することは異例で、清は後輩が審判をしている大会に選手として出場していることが恥ずかしく、待ち時間は隠れていたという。
1964年（昭和39年）、東京オリンピックデモンストレーション剣道試合に出場。
1966年（昭和41年）、関東管区警察学校教授に就任。

### 晩年
1969年（昭和44年）、ヨーロッパ剣道連盟設立準備のため渡欧。1971年（昭和46年）5月、一橋大学剣道部師範に就任。1971年（昭和47年）、第2回世界剣道選手権大会日本チーム監督を務める。
関東管区警察学校教授の定年が特例で5年延長され、1976年（昭和51年）、65歳で退職、同名誉教授となる。同年、剣道専門雑誌『剣道日本』顧問に就任。1977年（昭和52年）、中央大学、防衛医科大学校の剣道部師範に就任。
1978年（昭和53年）5月、67歳、最年少で剣道九段と居合道範士号を授与される。年功序列・名誉段的な意味合いの強い剣道九段に67歳の若さで昇段するのは異例であった。同年、第6回世界剣道選手権大会日本団長を務める。1981年（昭和56年）、郷里東串良町に清の銅像が建立される。
外務省や外国政府の依頼でイギリス、フランス、イタリア、オランダ、ベルギー、オーストラリア、台湾、ブラジル、アルゼンチン、ペルー、メキシコ、ハワイ等諸外国に赴いて剣道を指導する。80歳をすぎている清が外国の大男を圧倒する姿に、外国人から「モンスター」との驚きの声が上がった。
1996年（平成8年）、日本抜刀道連盟制定刀法を監修。1999年（平成11年）、88歳で竹刀を置き、稽古を退く。それから間もない2000年（平成12年）2月9日に死去した。享年89。同年3月20日、一橋大学、中央大学、防衛医科大学校、東京蕾会、三州剣友会、東村山市剣道連盟による合同葬儀が上野寛永寺で執行された。

## エピソード
皇宮警察官として
皇宮警察官としては特に秩父宮雍仁親王のボディーガードを務めた。秩父宮がお忍びで出かける際、宮内省から警手を付けると言われると「中倉1人で、君たち10人より、はるかに安心だ」と言って断ったというエピソードもある。
近視
強度の近視であった。昔はコンタクトレンズや剣道用の眼鏡はなく、剣道の試合ではハンデキャップであったが、勝ち続けた。
東京商科大学
22歳で東京商科大学剣道部の師範に就任した際、清は毎日の荒稽古で病人のように痩せていた。部員らはそんな清が本当に強いのか疑い、主将をはじめとする4名が清を試すため勝負を挑んだ。4名は清に竹刀を触れることもできず、足がらみでひっくり返され、完敗した。当時の東京商科大学はかつての師範山田次朗吉の影響で形稽古を重んじ、竹刀稽古に否定的な部員もいたが、清の強さを目の当りにしてからは竹刀稽古を見直し、形と竹刀のバランスの良い稽古内容になった。後年、4名は堂本昭彦にこのいきさつを話し、「世の中にこんなに強い人がいたとは知らなかった」と語った。
神道無念流
左足前の踏み込み、横の動きなど、中山博道から学んだ神道無念流剣術の動きを戦後の剣道でも続けた。稽古中の鍔迫り合いでは相手の竹刀を奪う技も使った。このような剣道は、戦後の全日本剣道連盟の剣道家からは「汚い剣道」、「変剣」などと言われることもあった。
書道、囲碁
60歳を過ぎると本格的に書道を学び、囲碁四段も取得した。

## 年表
- 1910年（明治43年）9月24日、鹿児島県肝属郡東串良村で誕生。
- 1927年（昭和2年）春、大道館武道専修学校に入学。
- 1929年（昭和4年）3月、大道館武道専修学校を修了。福岡県折尾の大統社工芸塾に剣道指導教員として赴任。
- 1929年（昭和4年）夏、大日本武徳会から剣道三段授与。
- 1929年（昭和4年）秋、東京修学旅行の引率の際、中山博道の有信館道場を訪問。上京を勧められる。
- 1929年（昭和4年）10月31日-11月3日、第5回明治神宮体育大会剣道競技に福岡県代表として出場。
- 1930年（昭和5年）1月、上京して有信館に入門。
- 1930年（昭和5年）1月末、有信館の進級試合で16人を勝ち抜き、「四級の中」授与。
- 1931年（昭和6年）4月15日、宮内省皇宮警察部にスカウトされ、皇宮警手に任官。
- 1931年（昭和6年）5月、大日本武徳会から精錬証授与（20歳）。
- 1931年（昭和6年）6月、警視庁との対抗試合で8人を勝ち抜き、宮内大臣一木喜徳郎から日本刀授与。
- 1931年（昭和6年）秋、第2回講談社剣道大会団体戦優勝。
- 1931年（昭和6年）11月、第6回明治神宮大会警察官個人戦準決勝進出。
- 1932年（昭和7年）10月、合気道創始者植芝盛平の婿養子となる。
- 1932年（昭和7年）5月15日、宮内省済寧館剣道大会精錬証新進剣士の部に出場。
- 1932年（昭和7年）11月27日、皇道義会武道大会個人戦の部で準優勝。
- 1933年（昭和8年）、第8回明治神宮大会一般30歳未満の部で優勝。
- 1934年（昭和9年）7月11日、皇宮警察を退職。日本体育専門学校、東京商科大学の剣道師範に就任。
- 1935年（昭和10年）5月、宮内省済寧館剣道大会で優勝。
- 1936年（昭和11年）9月頃、植芝家と離縁。
- 1936年（昭和11年）10月27日、再び皇宮警手に任官。
- 1938年（昭和12年）、皇道義会錬士大会で優勝。
- 1939年（昭和13年）4月9日、鹿児島県東串良村で結婚。東京小石川区東青柳町で新生活を始める。
- 1939年（昭和14年）5月、剣道教士号授与（最年少）。
- 1940年（昭和15年）2月14日、紀元2600年奉祝宮崎神宮剣道大会に出場（最年少）。
- 1940年（昭和15年）、日満交歓剣道大会（日比谷公会堂）に出場。日本側監督木村篤太郎と面識を持つ。
- 1940年（昭和15年）、皇道義会錬士大会で優勝。
- 1940年（昭和15年）12月1日、皇宮警手部長に昇任。
- 1941年（昭和16年）、超派閥剣道団体「天狗会」結成。会長に木村篤太郎が就任し「思斉会」と改称。
- 1942年（昭和17年）、日満交歓剣道大会（新京）に出場。
- 1944年（昭和19年）11月、戦争の悪化により家族を九州に返す。
- 1946年（昭和21年）7月1日、警視庁皇宮警部補に昇任。
- 1947年（昭和22年）6月、警視庁を退職し、鹿児島に帰郷。
- 1951年（昭和26年）5月、牛車から転落する事故で左足首を骨折。
- 1952年（昭和27年）3月、高山町の大隅算盤に剣道師範（人事課長）として就職。
- 1953年（昭和28年）5月1日、鹿児島市警察巡査部長に任官。
- 1953年（昭和28年）、鹿児島県警察剣道大会で優勝し、第1回全国警察官剣道大会に出場。
- 1953年（昭和28年）11月8日、第1回全日本剣道選手権大会で25歳最年少選手野間和俊に敗れ、戦前からの連勝が止まる。
- 1954年（昭和29年）10月10日、第2回全日本剣道選手権大会で第3位入賞。
- 1954年（昭和29年）11月28日、第1回全日本東西対抗剣道大会に出場（以降第9回まで連続出場、12、13回にも出場。9人抜き、全勝不敗）。
- 1955年（昭和30年）3月、鹿児島県警察学校教官に就任。
- 1956年（昭和31年）、第4回全日本剣道選手権大会で、前年優勝者中村太郎に敗れる。
- 1957年（昭和32年）12月20日、全九州剣道各段選手権大会七段の部で優勝。
- 1957年（昭和32年）、第8回南日本文化賞スポーツ部門受賞。
- 1958年（昭和33年）2月、第3回西日本スポーツ賞受賞。
- 1959年（昭和34年）5月、全日本剣道連盟から剣道八段授与（48歳、最年少）。
- 1962年（昭和37年）5月、剣道範士号授与（最年少）。鹿児島県剣道連盟理事長も務める。
- 1962年（昭和37年）、第17回国民体育大会（岡山国体）に大将として出場し、優勝。
- 1964年（昭和39年）10月15日、東京オリンピックデモンストレーション剣道試合に出場。
- 1966年（昭和41年）、関東管区警察学校教授に就任。
- 1969年（昭和44年）、ヨーロッパ剣道連盟設立準備のため渡欧。
- 1970年（昭和46年）5月、一橋大学剣道部師範に就任。
- 1971年（昭和47年）、第2回世界剣道選手権大会日本チーム監督を務める。
- 1976年（昭和51年）、関東管区警察学校教授を退官（特例5年延長）し、名誉教授となる。
- 1976年（昭和51年）、剣道専門雑誌『剣道日本』顧問に就任。
- 1977年（昭和52年）、中央大学、防衛医科大学校剣道部師範に就任。
- 1978年（昭和53年）5月、剣道九段（67歳、最年少）、居合道範士号授与。
- 1981年（昭和56年）、東串良町に銅像が建立される。
- 1982年（昭和57年）、第5回世界剣道選手権大会で居合を演武。
- 1983年（昭和58年）、居合道九段授与。
- 1985年（昭和60年）、第6回世界剣道選手権大会で日本団長を務める。
- 1992年（平成4年）度、第12回日本武道協議会武道功労者表彰受賞。
- 1996年（平成8年）、日本抜刀道連盟制定刀法を監修。
- 1999年（平成11年）、88歳で稽古を退く。
- 2000年（平成12年）2月9日、死去。享年89。
- 2000年（平成12年）3月20日、一橋大学、中央大学、防衛医科大学校、東京蕾会、三州剣友会、東村山市剣道連盟による合同葬儀が上野寛永寺で執行。
- 2010年（平成22年）8月28日、一橋大学、中央大学、防衛医科大学校による三大学合同で生誕100周年記念祭が行われる。

## 参考資料

### 文献
- 早瀬利之『昭和武蔵 剣聖・中倉清の生涯』、南日本新聞社
- 堂本昭彦『鬼伝 中倉清烈剣譜』、スキージャーナル
- 堂本昭彦『中山博道有信館』、島津書房
- 『月刊秘伝』2000年10月号、BABジャパン
- 『剣道日本』、『剣道時代』に多数掲載

### DVD
- 『鬼の剣士一代記 中倉清』、クエスト
- 『昭和の剣豪』、クエスト
- 『武道のすすめ』、クエスト
- 『植芝盛平と合気道 第一巻「合気武道編」』、どう出版（インタビューのみ）